# 左雍
左熹（?—?），字彦雍，《晋书》称左雍。三国曹魏到西晋齐国临淄（今山东临淄）人。
左熹起于小吏，曾任晋武帝朝殿中侍御史、太原相、弋阳太守等。左熹要让儿子左思成为书法家，左思毫无兴趣，左熹又让儿子学弹琴，左思缺少领悟能力。左熹发现左思偏爱文学，便让他改学诗赋。左熹之女左棻，工于诗文。泰始八年（272年）召入宫中，初拜修仪，后封贵嫔。